# Doratulina grandis
Doratulina grandis är en insektsart som beskrevs av Matsumura 1914. Doratulina grandis ingår i släktet Doratulina och familjen dvärgstritar. Inga underarter finns listade i Catalogue of Life.